# Wimmis
Wimmis – gmina (niem. Einwohnergemeinde) w Szwajcarii, w kantonie Berno, w regionie administracyjnym Oberland, w okręgu Frutigen-Niedersimmental. Leży w Berner Oberland.

## Demografia
W Wimmis mieszka 2 609 osób. W 2020 roku 9,7% populacji gminy stanowiły osoby urodzone poza Szwajcarią.

## Zabytki
Znajduje się tutaj zamek Wimmis.

## Transport
Przez teren gminy przebiegają drogi główne nr 11 i nr 227.